# Judy Watson

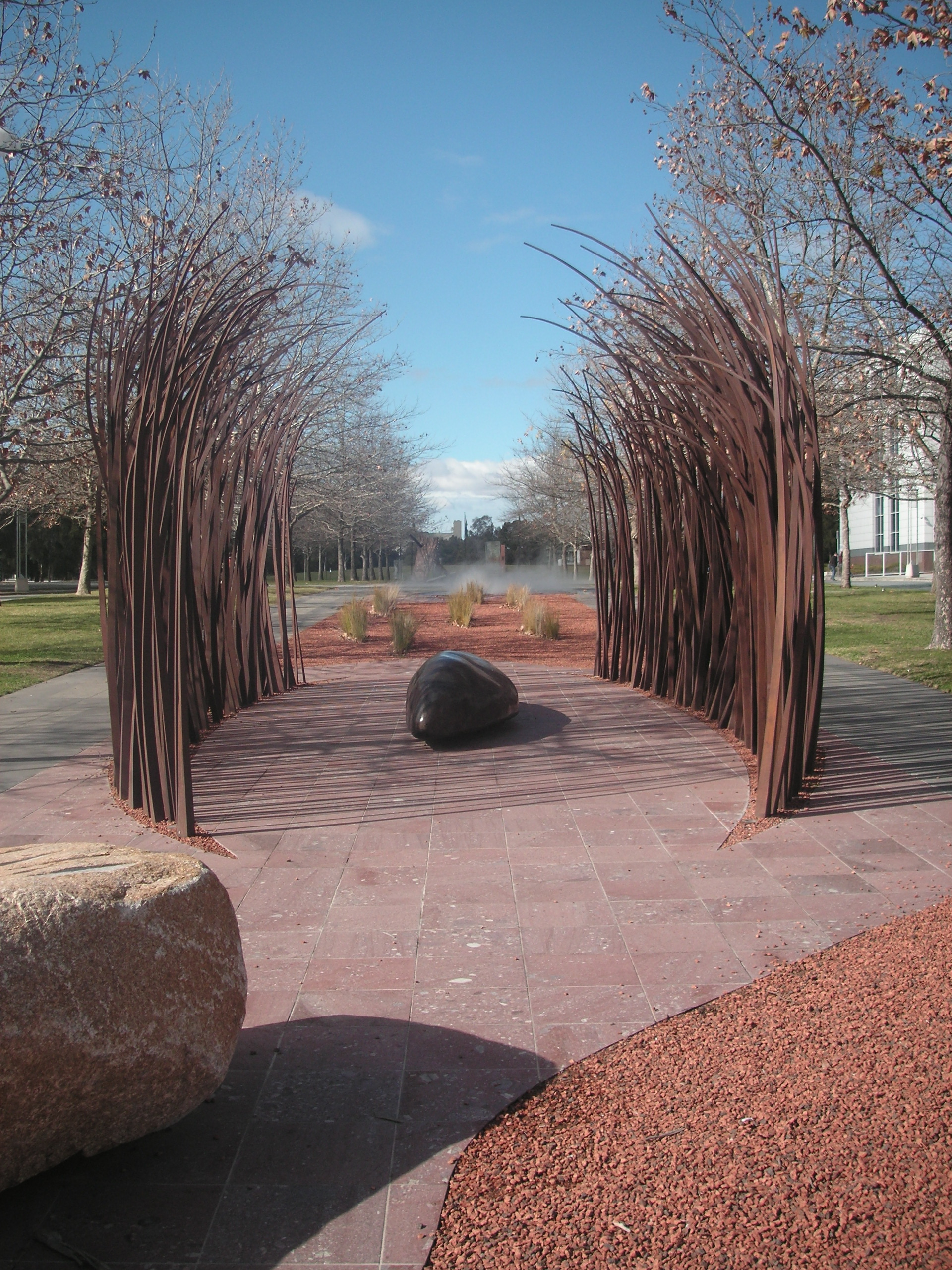
Fire and water (2007), Canberra

Judy Watson (* 1959 in Mundubbera, Queensland) ist eine australische Bildhauerin und Graphikerin. Sie ist eine bedeutende Vertreterin der Kunst der Aborigines.

## Leben und Werk
Judy Watson gehört dem Stamm der Aborigine der Waanyi an. Sie begann ihre Ausbildung im Jahre 1977 an der Darling Downs Institute of Advanced Education in Toowoomba. Von 1979 bis 1982 studierte sie bildende Kunst an der University of Tasmania in Hobart und anschließend an der Monash University in Gippsland in Victoria.
Während ihrer Studienzeit stellte sich ihre Werke bereits aus, vornehmlich ihr graphisches Werk, und machte in den 1990er Jahren erste Einzelausstellungen:
- 1989 A sacred place for these bones. Griffith University in Brisbane
- 1989 A Koori Perspective. Artspace in Sydney
- 1990 Groundwork. Institute of Modern Art, Brisbane
- 1993 First Asia Pacific Triennal of Contemporary Art in der Queensland Art Gallery
- 1993 Australia Perspecta. Art Gallery of New South Wales

Ihr Werk Touching my mother’s blood befindet sich in der National Gallery of Australia in Canberra, ihre erste Skulptur The Guardians (1986/1987) wurde von der Art Gallery of New South Wales für die Ausstellung Aratjara erworben, und weitere Werke von ihr befinden sich in der Kunstsammlung Nordrhein-Westfalen in Düsseldorf, der Hayward Gallery in London und im Louisiana Museum of Modern Art in Humlebæk (Dänemark). Ein Bezug zu ihrer Familie und der Heimat ihrer Großmutter, die Riversleigh Station im Nordwesten von Queensland, inspirierte sie zum Werk Antipodean Currents, das sich im Guggenheim Museum New York seit 1995 befindet. Im Jahre 1997 gehörte Judy Watson zu den drei australischen Vertretern auf der Biennale Venedig.
In ihren Arbeiten integriert sie beispielsweise Muschelschalen, Holz, Muschelschalen, Termitenhügel, Fossilien, Pflanzen, Landschaften und Inseln, Knochen, Haare und Blut. Dadurch entsteht der Eindruck einer Kunst der Land Art.
Judy Watson reiste für ihre Studien nach Italien, Indien, Kanada, Norwegen und Frankreich. Ihre Arbeiten werden in zahlreichen Ausstellungen gezeigt und sie befinden sich in vielen Museen und Sammlungen. Bemerkenswert sind zwei Arbeiten von ihr im Musée du quai Branly in Paris, das im Jahre 2006 geöffnet wurde.
Watson hielt zahlreiche Vorträge an Universitäten und half Aborigines-Künstlern, ihre Herkunft zu erforschen und zu verstehen, ihre künstlerischen Fähigkeiten zu entwickeln, ihre Kunst mit ihrer Vergangenheit zu verbinden.
Sie entschloss sich, nachdem sie lange Zeit im Ausland und fern ihrer Heimat verbracht hatte, künftig bei ihrer Familie in Brisbane zu leben.

## Fire and Water
Im Jahre 2007 erhielt Judy Watson den Auftrag ein Werk für die Parliamentary Zone am Reconciliation Place zu entwerfen, das im Skulpturenpark der National Gallery of Australia aufgestellt wurde. Das Werk ist ein Projekt der Land Art, in dem Watson eine offene Laube mit gebogenen Ruten aus Bronze symbolisiert und in dessen Mitte sich ein einzelner verwaister schwarzer Hartstein befindet. Dieser Ort stellt einen Versammlungsort der Aborigines dar und der Stein ist ein Yuriarra Moth Stone. Im Hintergrund der Skulptur wird zu bestimmten Zeiten ein Wassernebel erzeugt.